# Ron Glass
Ronald Earle "Ron" Glass, född 10 juli 1945 i Evansville, Indiana, död 25 november 2016 i Los Angeles, Kalifornien, var en amerikansk skådespelare.
Glass är mest känd för sina roller som polisen Ron Harris i deckarkomedin Barney Miller och som shepherd Book i kultserien Firefly.

## Roller i urval
- 1975–1982 – Barney Miller (TV-serie) (164 avsnitt)
- 1978 – Crash (TV-film)
- 1981 – Par i hjärter (TV-serie) (1 avsnitt)
- 1992 – Mord och inga visor (TV-serie) (1 avsnitt)
- 1995 – Houseguest
- 1999 – En andra chans (TV-serie) (1 avsnitt)
- 2002–2003 – Firefly (TV-serie) (14 avsnitt)
- 2003–2008 – All Grown Up! (TV-serie) (röst, 11 avsnitt)
- 2005 – Serenity (TV-film)
- 2008 - Fable II (RPG-spel, röst)
- 2008 – Lakeview Terrace
- 2010 – Death at a Funeral